# Lautten Compagney

Rolando Villazón und die Lautten Compagney in der Frauenkirche Dresden, Mai 2025 (Copyright Oliver Killig)

Die Lautten Compagney ist ein Barockmusik-Ensemble mit Sitz in Berlin.
In ihrer Heimatstadt konzertiert die Lautten Compagney regelmäßig in der Gethsemanekirche, im Radialsystem V und in der Villa Elisabeth. Das Ensemble tritt jährlich in etwa 60 bis 80 Konzerten und szenischen Produktionen auf. Regelmäßig gastiert die Lautten Compagney bei Festivals und Theatern in Deutschland und anderen europäischen Ländern, so u. a. im Gewandhaus (Leipzig), der Dresdener Frauenkirche, dem Amsterdamer Concertgebouw, dem Wiener Musikverein, der Warschauer Nationalphilharmonie, beim Rheingau Musik Festival, beim Mosel Musikfestival, Boswiler Sommer, Lucerne Festival, Festival Oude Muziek in Utrecht und bei den Tagen Alter Musik in Herne. Gastspiele führten in die Niederlande und die Schweiz, nach Österreich, England, Spanien, Polen, Tschechien, Neuseeland sowie 2011 erstmals nach China. Die Lautten Compagney war und ist häufiger Gast der Dresdner Musikfestspiele und der Händel-Festspiele Halle. Der künstlerische Leiter Wolfgang Katschner ist Preisträger beider Festivals. Zweimal jährlich laden Wolfgang Katschner und die Lautten Compagney zu AEQUINOX ein, den Musiktagen zur Tagundnachtgleiche im brandenburgischen Neuruppin.

## Gründung
Die Lautten Compagney wurde 1984 von Wolfgang Katschner und Hans-Werner Apel in Berlin als Lautenduo gegründet. Zu diesem Zeitpunkt studierten die beiden Gründer an der Hochschule für Musik „Hanns Eisler“ klassische Gitarre. 

## Besetzung und Partner
Die Lautten Compagney spielt in variabler Besetzung. Sie musiziert heute vor allem in verschiedenen kammermusikalischen Besetzungen bis hin zum barocken Opernorchester. Eine regelmäßige Zusammenarbeit verbindet das Ensemble mit der Sing-Akademie zu Berlin, dem Staats- und Domchor Berlin, dem Calmus Ensemble Leipzig, dem Ensemble Amarcord und den Tanzensembles von Sasha Waltz & Guests und Heike Hennig & Co.
Seit 2002 arbeitet die Lautten Compagney mit dem assoziierten Vokalensemble Capella Angelica zusammen. Eine enge Zusammenarbeit verbindet das Ensemble außerdem mit der Sopranistin Dorothee Mields. Seit 2011 konzipieren sie gemeinsame Opernproduktionen mit der Mailänder Marionetten-Compagnie Carlo Colla e Figli.
Das Ensemble entwickelt des Weiteren gemeinsame Text-Musik-Formate mit Schauspielern und arbeitete bereits mit Friedrich von Thun, Katja Riemann, Senta Berger, Gustav Peter Wöhler, Dominique Horwitz, Eva Mattes und Fritzi Haberlandt.
Der Freundeskreis des Ensembles konstituierte sich als Berliner Gesellschaft zur Förderung Alter Musik Con voce e tiorba und unterstützt auch über Berlin hinaus wirkende Projekte.

## Repertoire
Das Repertoire umspannt die Zeit des beginnenden Barock um 1600 bis zur romantischen Musik Felix Mendelssohn Bartholdys, die Besetzungen sind dementsprechend variabel und vielfältig. Der Schwerpunkt liegt auf deutschen, italienischen und englischen Kompositionen. Zum Programm des Ensembles gehören sowohl Instrumental- als auch Vokalwerke. Letztere reichen von Lieder- und Arienprogrammen bis zu Opern- und Oratorienaufführungen.
Als Musikhistoriker und Forscher bringt der künstlerische Leiter Wolfgang Katschner immer wieder fast vergessene Werke zur Wiederaufführung. So erschien erstmals auf CD eingespielte Musik von Giovanni Bononcini, Bellerofonte Castaldi, Johann Philipp Krieger, Matthew Locke und Baldassare Galuppi. Im Jahre 2008 gestaltete die Lautten Compagney gemeinsam mit der Sing-Akademie zu Berlin ein viel beachtetes Konzert mit Werken anonymer Meister.
Alte Musik in ihrer Vielfalt und Vitalität einem breiten Publikum nahezubringen, ist erklärtes Ziel der künstlerischen Arbeit. Besonderen Wert legen die Musiker der Lautten Compagney in ihren Aufführungen und Produktionen auf eine phantasievolle Ausführung des Basso Continuo, einer Besonderheit der Musik dieser Epoche, bei der Lauteninstrumente eine wichtige Rolle spielen. Dabei werden im Sinne des Crossover-Konzepts auch Bezüge zur modernen Musik sowie zu anderen Ausdrucksformen (Tanztheater) und unkonventionellen Aufführungsorten und -formen gesucht. Ziel ist es, durch das Herbeiführen von Kontrasten und Begegnungen mit zeitgenössischer Musik die Renaissance- und Barockmusik in die heutige Zeit einzubinden. Am Karfreitag 2014 führte die Lautten Compagney innerhalb eines Tages vier Passionen von Carl Philipp Emanuel Bach über den Tag verteilt in vier Berliner Kirchen auf. Beteiligt waren neben Gesangssolisten u. a. der Staats- und Domchor und die Sing-Akademie zu Berlin.

## Auszeichnungen
Für ihre CD Timeless wurde die Lautten Compagney mit dem Echo Klassik 2010 in der Kategorie Ensemble/Orchester des Jahres (Alte Musik) ausgezeichnet.
2012 erhielt das Ensemble den Rheingau Musikpreis aufgrund seiner kreativen Konzepte und der musikalischen Brücke zwischen barocker und zeitgenössischer Musik.

## Diskografie (Auswahl)
- 2020: Time Zones, Musik von Samuel Scheidt und Erik Satie, dhm/Sony
- 2020: Bach Redemption, mit Anna Prohaska, Alpha Classics
- 2019: Circle Line, Musik von Guillaume Dufay, Philip Glass, John Cage, Steve Reich und Meredith Monk, dhm/Sony
- 2018: War & Peace 1618:1918, mit Dorothee Mields, dhm/Sony
- 2018: Georg Friedrich Händel / Leonardo Vinci: Didone abbandonata, Weltersteinspielung, dhm/Sony
- 2018: Misterio: Astor Piazzolla & Heinrich Ignaz Franz Biber, mit Julia Schröder, dhm/Sony
- 2017: Monteverdi: La dolce vita, mit Dorothee Mields, dhm/Sony
- 2017: Georg Friedrich Händel: Neun Deutsche Arien & Arien aus der Brockes-Passion, mit Ina Siedlaczek, audite
- 2016: Bach without words, Bachkantaten instrumental, dhm/Sony
- 2015: Maximilian III. Joseph: Stabat Mater c-moll, Konzertmitschnitt vom 27. Februar 2015, Diözesanmuseum Freising
- 2015: Die Reisen des Marco Polo oder Nichts über China!, Hörbuch mit Eva Mattes und Wu Wei, Sheng & Erhu, Deutsche Harmonia Mundi
- 2015: On the Trail of Marco Polo from Venice to China, mit Wu Wei, Sheng & Erhu, Deutsche Harmonia Mundi
- 2015: Rinaldo, Oper von Georg Friedrich Händel, DVD/Blu-ray, Arthaus Musik
- 2014: Marienvesper (Monteverdi), mit Ensemble Amarcord, Carus-Verlag
- 2014: Praise the Lord, mit Stadtsingechor zu Halle, Carus-Verlag
- 2013: Wie schön leuchtet der Morgenstern, Deutsche Weihnachtsmusik des 17. Jahrhunderts, mit Dorothee Mields, Deutsche Harmonia Mundi
- 2013: BachArkaden, mit Calmus Ensemble Leipzig, Carus-Verlag
- 2012: Bach – Die Motetten, mit Ensemble Amarcord, Deutsche Harmonia Mundi
- 2012: Love’s Madness, Musik von Henry Purcell, mit Dorothee Mields, Carus-Verlag
- 2012: Handel with Care, instrumentale Bearbeitungen von Händel-Arien, Deutsche Harmonia Mundi
- 2011: Johannes Eccard – Fröhlich will ich singen, mit Staats- und Domchor Berlin, Carus-Verlag
- 2009: Love Songs, Musik von Henry Purcell, mit Dorothee Mields, Carus-Verlag
- 2009: Timeless, Musik von Tarquinio Merula und Philip Glass, Deutsche Harmonia Mundi
- 2009: La Diva – Handel Arias for Cuzzoni, Simone Kermes singt Händel Arien, Berlin Classics
- 2007: Weihnachtshistorie, Weihnachtskantaten von Heinrich Schütz, Dieterich Buxtehude u. a., Berlin Classics
- 2007: Dein edles Herz, der Liebe Thron, Musik von Dieterich Buxtehude, Carus-Verlag
- 2007: O Gottes Stadt, o güldnes Licht, Musik von Dieterich Buxtehude, Carus-Verlag
- 2006: Membra Jesu nostri, Musik von Dieterich Buxtehude, Raumklang
- 2007: Der Messias, Musik von Georg Friedrich Händel, Textfassung nach Johann Gottfried Herder, Deutsche Harmonia Mundi
- 2006: Il Pianto D'Orfeo, mit Kobie van Rensburg, New Classical Adventure
- 2005: Teseo, Oper von Georg Friedrich Händel, DVD, Arthaus Musik
- 2005: Chirping of the Nightingale, Musik von John Playford, Berlin Classics
- 2003: La diavolessa, Oper von Baldassare Galuppi, CPO
- 2001: Songs of an English Cavalier, mit Kobie van Rensburg, New Classical Adventure,
- 1999: Capriccios, Werke von Bellerofonte Castaldi, New Classical Adventure
- 1996: Amore Dioppo, Oper von Giovanni Bononcini, New Classical Adventure
- 1995: The Broken Consort, Werke von Matthew Locke, New Classical Adventure

Einige der genannten CDs sind in Koproduktion mit öffentlich-rechtlichen Rundfunkanstalten entstanden.